# José Rincón Bonilla
José Rincón Bonilla (* 25. März 1915 in Táriba, Venezuela; † 14. Mai 1984 in Caracas) war ein venezolanischer Geistlicher und römisch-katholischer Weihbischof in Caracas.

## Leben
José Rincón Bonilla empfing am 23. März 1940 das Sakrament der Priesterweihe. Er wurde zum Doktor der Theologie promoviert.
Am 9. Dezember 1950 ernannte ihn Papst Pius XII. zum Titularbischof von Tamasus und zum Weihbischof in Zulia. Der Apostolische Nuntius in Venezuela, Erzbischof Armando Lombardi, spendete ihm am 22. April 1951 die Bischofsweihe; Mitkonsekratoren waren der Bischof von Zulia, Marcos Sergio Godoy, und der Bischof von San Cristóbal de Venezuela, Rafael Ignacio Arias Blanco. 1961 ernannte ihn Papst Johannes XXIII. zum Weihbischof in Caracas.
José Rincón Bonilla nahm an der ersten Sitzungsperiode des Zweiten Vatikanischen Konzils teil.
Sein Grab befindet sich in der Kapelle Nuestra Señora de la Paz der Kathedrale von Caracas.